# أنخيل مونتورو كابيلو
أنخيل مونتورو كابيلو (بالإسبانية: Ángel Montoro) مواليد 10 أبريل 1989 في إسبانيا، هو لاعب كرة يد إسباني يلعب كظهير أيمن. يلعب حاليا مع نادي لوغرونيو لكرة اليد ويحمل الرقم 8. مثل منتخب إسبانيا لكرة اليد. حقق المركز الأول في بطولة العالم لكرة اليد للرجال 2013.

## سجل المنافسة
شارك في البطولات التالية:
- بطولة العالم لكرة اليد للرجال 2013

## الإنجازات
- الدوري الإسباني لكرة اليد: 2012-2013
- كأس إسبانيا لكرة اليد: 2012–13
- كأس السوبر الإسبانية لكرة اليد: 2012–13
- بطولة العالم لكرة اليد للرجال: 2013

## روابط خارجية
- أنخيل مونتورو كابيلو على موقع الاتحاد الأوروبي لكرة اليد (الإنجليزية)